# Weasels Ripped My Flesh
Weasels Ripped My Flesh – album zespołu The Mothers of Invention i Franka Zappy wydany w 1970 roku.
Płyta ta uważana jest za drugą część jej poprzedniczki – Burnt Weeny Sandwich wydanej również w 1970 roku. Obie te płyty zawierają wcześniej niewydany materiał zespołu The Mothers of Invention. Jednakże Burnt Weeny Sandwich skupia się bardziej na studyjnych dokonaniach grupy, kiedy Weasels Ripped My Flesh ukazuje złożoność i wariactwo koncertowych dokonań grupy pokroju awangardy freejazzowej.
Album zawiera jedne z największych hitów Zappy jak np. "My Guitar Wants to Kill Your Mama", "Oh No" (wcześniej wydany w innej aranżacji i w wersji instrumentalnej na solowej płycie Franka Zappy Lumpy Gravy), bardzo często grany na późniejszych koncertach "The Orange County Lumber Truck" czy chociażby słynna tytułowa piosenka "Weasels Ripped My Flesh", która jest przykładem na to jak dużo hałasu, zgiełku, szumów, huku i sprzężeń można zmieścić w półtoraminutowym, kończącym koncert utworze.

## Lista utworów
Wszystkie piosenki skomponowane przez Franka Zappę poza odnotowanymi.
Strona pierwsza
| 1. | "Didja Get Any Onya?" (nagranie koncertowe)                                     | 6:51  |
|    |                                                                                 |       |
| 2. | "Directly from My Heart to You" (Little Richard)                                | 5:16  |
|    |                                                                                 |       |
| 3. | "Prelude to the Afternoon of a Sexually Aroused Gas Mask" (nagranie koncertowe) | 3:47  |
|    |                                                                                 |       |
| 4. | "Toads of the Short Forest"                                                     | 4:47  |
|    |                                                                                 |       |
|    |                                                                                 | 20:41 |
|    |                                                                                 |       |
Strona druga
| 1. | "Get a Little" (nagranie koncertowe)                   | 2:31  |
|    |                                                        |       |
| 2. | "Eric Dolphy Memorial Barbecue"                        | 6:52  |
|    |                                                        |       |
| 3. | "Dwarf Nebula Processional March & Dwarf Nebula"       | 2:12  |
|    |                                                        |       |
| 4. | "My Guitar Wants to Kill Your Mama"                    | 3:32  |
|    |                                                        |       |
| 5. | "Oh No"                                                | 1:45  |
|    |                                                        |       |
| 6. | "The Orange County Lumber Truck" (nagranie koncertowe) | 3:21  |
|    |                                                        |       |
| 7. | "Weasels Ripped My Flesh" (nagranie koncertowe)        | 2:08  |
|    |                                                        |       |
|    |                                                        | 22:21 |
|    |                                                        |       |

## Skład zespołu
- Frank Zappa – gitara, wokal
- Jimmy Carl Black – perkusja
- Ray Collins – wokal
- Roy Estrada – gitara basowa, wokal
- Bunk Gardner – saksofon tenorowy
- Lowell George – gitara, wokal
- Don „Sugarcane" Harris – wokal, skrzypce
- Don Preston – instrumenty klawiszowe, efekty dźwiękowe
- Buzz Gardner – trąbka, skrzydłówka
- Motorhead Sherwood – saksofon barytonowy
- Art Tripp – perkusja
- Ian Underwood – saksofon altowy